# Берис
Берис (фр. Berd'huis) насеље је и општина у северној Француској у региону Доња Нормандија, у департману Орн која припада префектури Мортањ о Перш.
По подацима из 2011. године у општини је живело 1.079 становника, а густина насељености је износила 94,24 становника/km². Општина се простире на површини од 11,45 km². Налази се на средњој надморској висини од 125 метара (максималној 192 m, а минималној 107 m).

## Демографија
| 1962. | 1968. | 1975. | 1982. | 1990. | 1999. | 2011. |
| ----- | ----- | ----- | ----- | ----- | ----- | ----- |
| 507   | 512   | 564   | 836   | 1.003 | 1.099 | 1.079 |

График промене броја становника у току последњих година